# فيليب جاكسون
فيليب جاكسون (بالإنجليزية: Philip Jackson) هو ممثل إنجليزي وُلد عام 18 يونيو 1948 في ريتفورد، المملكة المتحدة له العديد من الأدوار التلفزيونية والأفلام ، أبرزها جيمس جاب في المسلسل التلفزيوني بوارو

## روابط خارجية
- فيليب جاكسون على موقع IMDb (الإنجليزية)
- فيليب جاكسون على موقع روتن توميتوز (الإنجليزية)
- فيليب جاكسون على موقع قاعدة بيانات الأفلام العربية
- فيليب جاكسون على موقع ألو سيني (الفرنسية)
- فيليب جاكسون على موقع ميوزك برينز (الإنجليزية)
- فيليب جاكسون على موقع ميوزك برينز (الإنجليزية)
- فيليب جاكسون على موقع أول موفي (الإنجليزية)
- فيليب جاكسون على موقع قاعدة بيانات الأفلام السويدية (السويدية)
- فيليب جاكسون على موقع قاعدة بيانات الفيلم (الإنجليزية)
- فيليب جاكسون على موقع كينوبويسك (الروسية)